# Muniz, Texas
Muniz là một nơi ấn định cho điều tra dân số (CDP) thuộc quận Hidalgo, tiểu bang Texas, Hoa Kỳ. Năm 2010, dân số của nơi này là 1370 người.

## Dân số
- Dân số năm 2000: 1106 người.
- Dân số năm 2010: 1370 người.